# FC Poltava
El FC Poltava (en ucraniano: ФК Полтава) fue un equipo de fútbol de Ucrania que jugó en la Primera Liga de Ucrania, la segunda división de fútbol en el país.

## Historia
Fue fundado el 5 de junio de 2007 en la ciudad de Poltava por orden del entonces alcalde de Poltava Andriy Matkovsky, el cual también es el presidente honorario y principal patrocinador del club. El club tiene intenciones de revivir el desaparecido Derbi de Poltava, el cual sostenían el Kolkhospnyk (actual Vorskla) y Lokomotyv durante el periodo de la Unión Soviética.
El club debuta en la Druha Liha B de la temporada 2007/08, pero en 2010 se anuncia que el club dejaría profesionalismo debido a la actitud de la Liga Profesional de Fútbol de Ucrania, el ente que controla el fútbol profesional en el país, en especial con lo que se refiere al arbitraje, pero la idea de dejar el profesionalismo fue descartada.
En la temporada 2017/18 lograría el ascenso a la Liga Premier de Ucrania por primera vez en su historia, pero el 21 de junio de 2018 se anuncia la disolución del club.

## Palmarés
- Druha Liha: 1

2011–12

## Entrenadores
- 2007–2009:  Oleksandr Omelchuk
- 2009–2010:  Ivan Shariy (interino)
- 2010–2010:  Yuriy Malyhin
- 2010–2013:  Anatoliy Bezsmertnyi
- 2013–2015:  Ilya Blyznyuk
- 2015:  Oleh Fedorchuk[3]
- 2015–2016:  Anatoliy Bezsmertnyi[4]
- 2016:  Andriy Zavyalov (interino)
- 2016–2017:  Yuriy Yaroshenko
- 2017:  Volodymyr Prokopinenko
- 2017–  Anatoliy Bezsmertnyi